# Rosario Alagna di Mozia
Rosario Alagna, patrizio di Amalfi e dei marchesi di Romagnano, I barone di Mozia (Marsala, 1720 – Marsala, 1799) è stato un archeologo italiano.
Notaio a Marsala, fu infeudato dell'isola di Mozia, con il titolo di barone il 10 luglio 1792 e qualche anno dopo, 1794 nominato giudice criminale nella stessa città d'origine, esercitando l'attività fino al 1795.
L'incarico di effettuare ricerche archeologiche gli venne affidato da monsignor Airoldi, custode delle antichità della Val di Mazara: nel 1793 iniziarono i primi lavori, che comportarono il ritrovamento di un blocco scultoreo raffigurante due leoni che addentano un toro, conservato oggi al Museo Whitaker sull'isola stessa; l'opera, gravemente erosa, potrebbe essere stata posta all'apice della Porta Nord delle mura moziesi. Inoltre ha portato alla luce molte suppellettili, che sono esposte nello stesso museo Whitaker; ha fatto parte dell'accademia del Sole, ha scritto alcuni drammi di carattere religioso di cui si ricorda La Resurrezione. Le sue opere purtroppo sono andate disperse con il bombardamento che Marsala ha subito nel 1943 in cui sono state distrutte sia la biblioteca comunale che la sua antica dimora ubicata nel centro storico della città.